# Tenupedunculus inflectofrons
Tenupedunculus inflectofrons är en kräftdjursart som först beskrevs av Schultz 1982C.  Tenupedunculus inflectofrons ingår i släktet Tenupedunculus och familjen Stenetriidae. Inga underarter finns listade i Catalogue of Life.